# Saccharodite terebra
Saccharodite terebra är en insektsart som beskrevs av Bernhard Zelazny 1981. Saccharodite terebra ingår i släktet Saccharodite och familjen Derbidae. Inga underarter finns listade i Catalogue of Life.